# Специальная премия Ласкера-Кошланда за достижения в области медицинской науки
Специальная премия Ласкера-Кошланда за достижения в области медицинской науки (англ. Lasker-Koshland Special Achievement Award in Medical Science; до 2008 года Премия Альберта Ласкера за особые достижения, англ. Albert Lasker Special Achievement Award) — одна из четырёх премий Ласкера, присуждаемых Фондом Ласкера за медицинские исследования в Соединённых Штатах. Первая премия была присуждена в 1994 году; она присуждается не каждый год. В 2008 году премия была переименована в честь Дэниела Э. Кошланда-младшего.

## Лауреаты[1]
| Год  | Лауреат                         | Обоснование награды |
| ---- | ------------------------------- | --- |
| 1994 | Маклин Маккарти                 | Оригинальный текст (англ.) |
| 1996 | Пол Замечник                    | Оригинальный текст (англ.) |
| 1997 | Виктор Маккьюсик                | Оригинальный текст (англ.) |
| 1998 | Дэниел Кошланд-младший          | Оригинальный текст (англ.) |
| 1999 | Сеймур Кети                     | Оригинальный текст (англ.) |
| 2000 | Сидней Бреннер                  | Оригинальный текст (англ.) |
| 2002 | Джеймс Дарнелл                  | Оригинальный текст (англ.) |
| 2004 | Мэтью Мезельсон                 | Оригинальный текст (англ.) |
| 2006 | Джозеф Галл                     | «За выдающуюся 57-летную карьеру основателя современной клеточной биологии, исследователя структуры хромосом и их функций, смелого экспериментатора, изобретателя гибридизации in situ.» |
| 2008 | Стэнли Фалкоу                   | «За 51-летнюю карьеру в качестве одного из великих охотников за микробами всех времён — за открытие молекулярной природы устойчивости к антибиотикам, и за наставничество более 100 студентов, многие из которых в настоящее время являются лидерами в области микробиологии и исследовании инфекционных заболеваний.»            |
| 2010 | Дэвид Везеролл                  | «За 50-летнюю международную деятельность в биомедицинской науке, сопровождавшуюся изучением генетических заболеваний крови и за ведущую роль в улучшении условий лечения тысяч больных талассемией детей из развивающихся стран.»                                                                                                 |
| 2012 | Дональд Д. Браун и Том Маниатис | Оригинальный текст (англ.) |
| 2014 | Мэри-Клэр Кинг                  | Оригинальный текст (англ.) |
| 2016 | Брюс М. Альбертс                | Оригинальный текст (англ.) |
| 2018 | Джоан Стейц                     | Оригинальный текст (англ.) |
| 2021 | Дейвид Балтимор                 | Оригинальный текст (англ.)As one of the premier biomedical scientists of the last five decades, he is renowned for the breadth and beauty of his discoveries in virology, immunology, and cancer; for his academic leadership; for his mentorship of prominent scientists; and for his influence as a public advocate for science |